# Estri de cuina

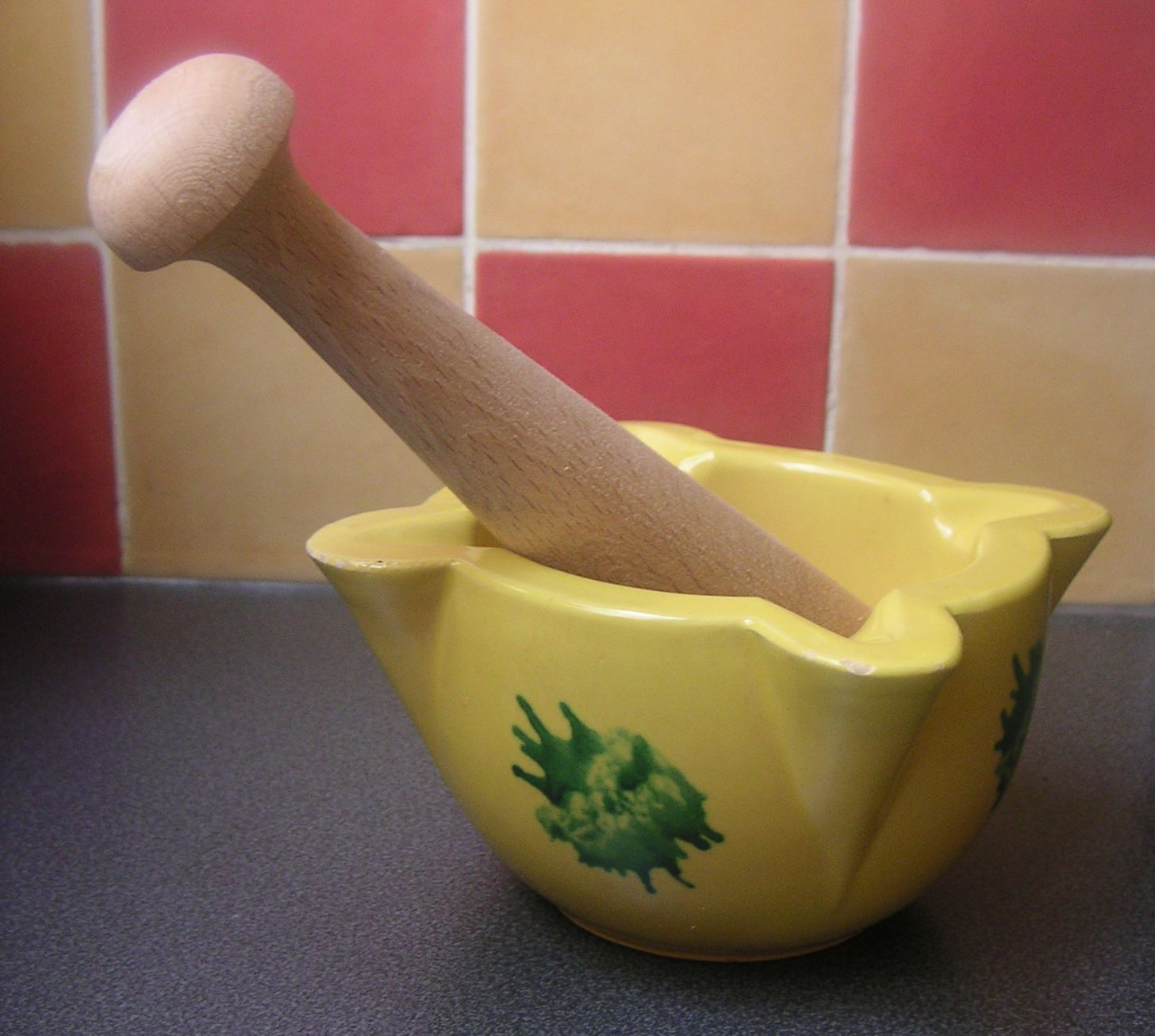
Morter de terrissa esmaltada i mà de morter de fusta, estris de cuina utilitzats tradicionalment per a fer l'allioli.

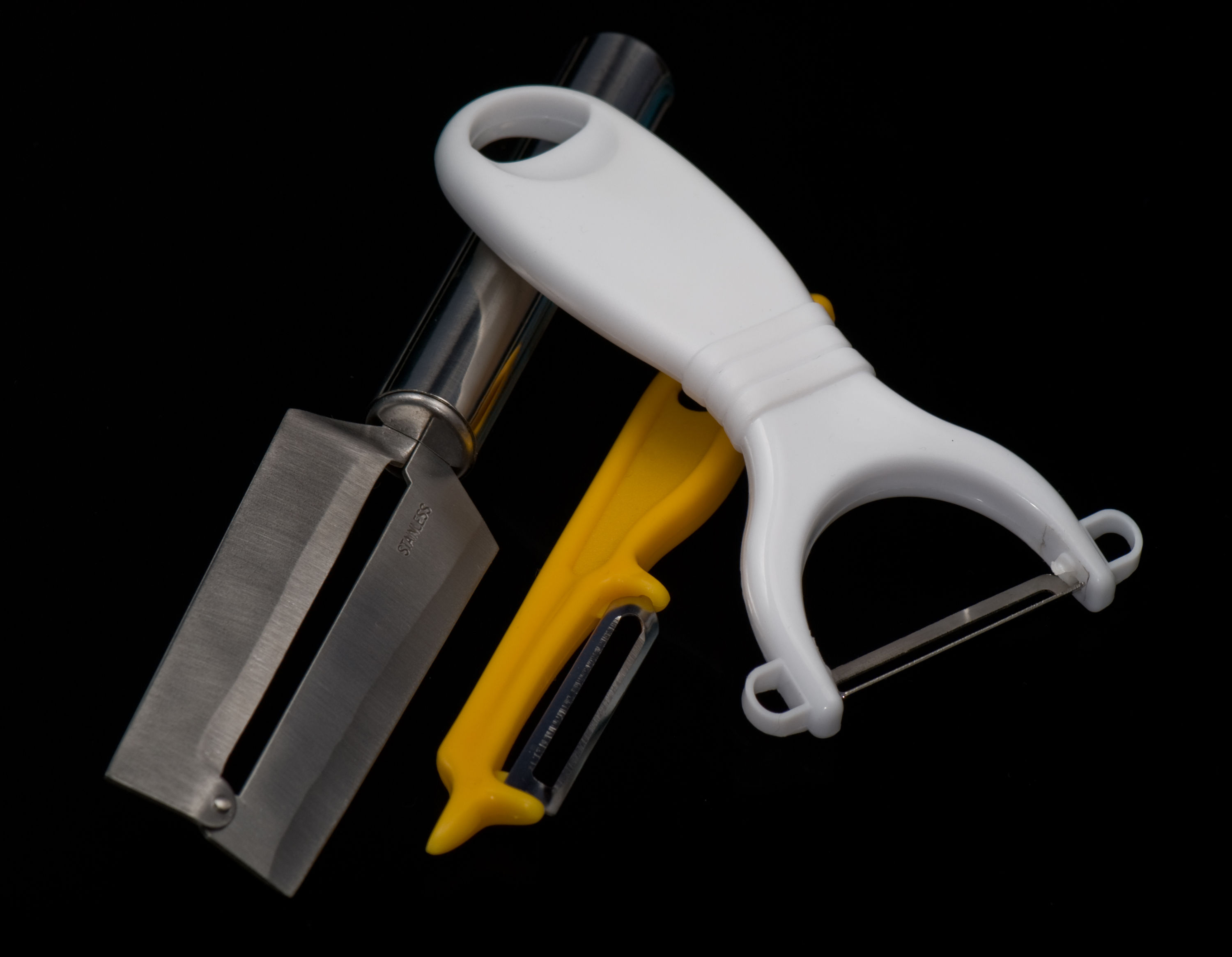
Pelador de fulla fixa, peladora australiana i pelador Y.

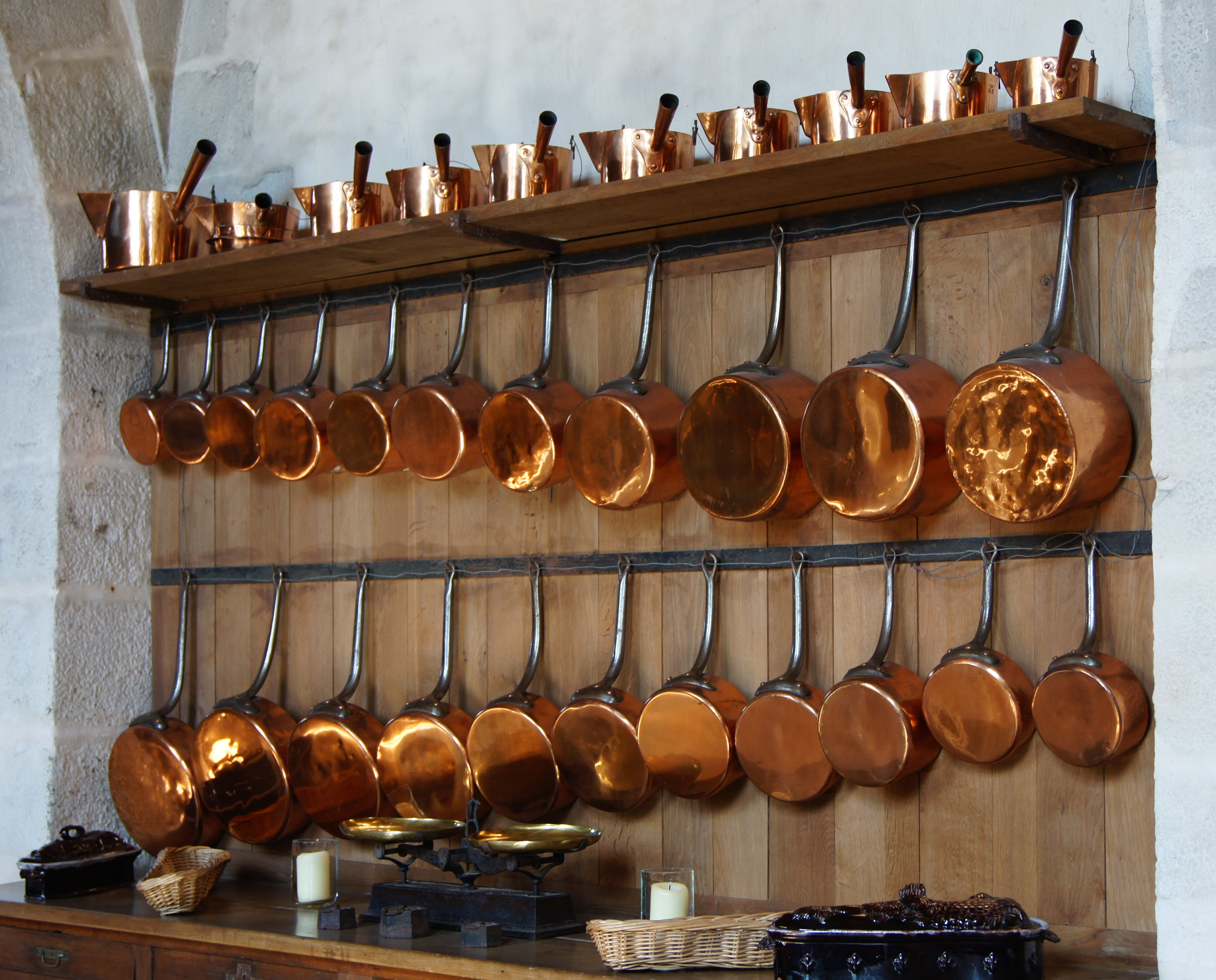
Cassoles de coure.

Els estris de cuina són les eines, els estris per cuinar, els electrodomèstics, la vaixella i els estris de cuina que s'utilitzen en la preparació dels aliments o per servir els aliments. Els estris de cuina també es poden utilitzar per mantenir o emmagatzemar aliments abans o després de la preparació.

## Història

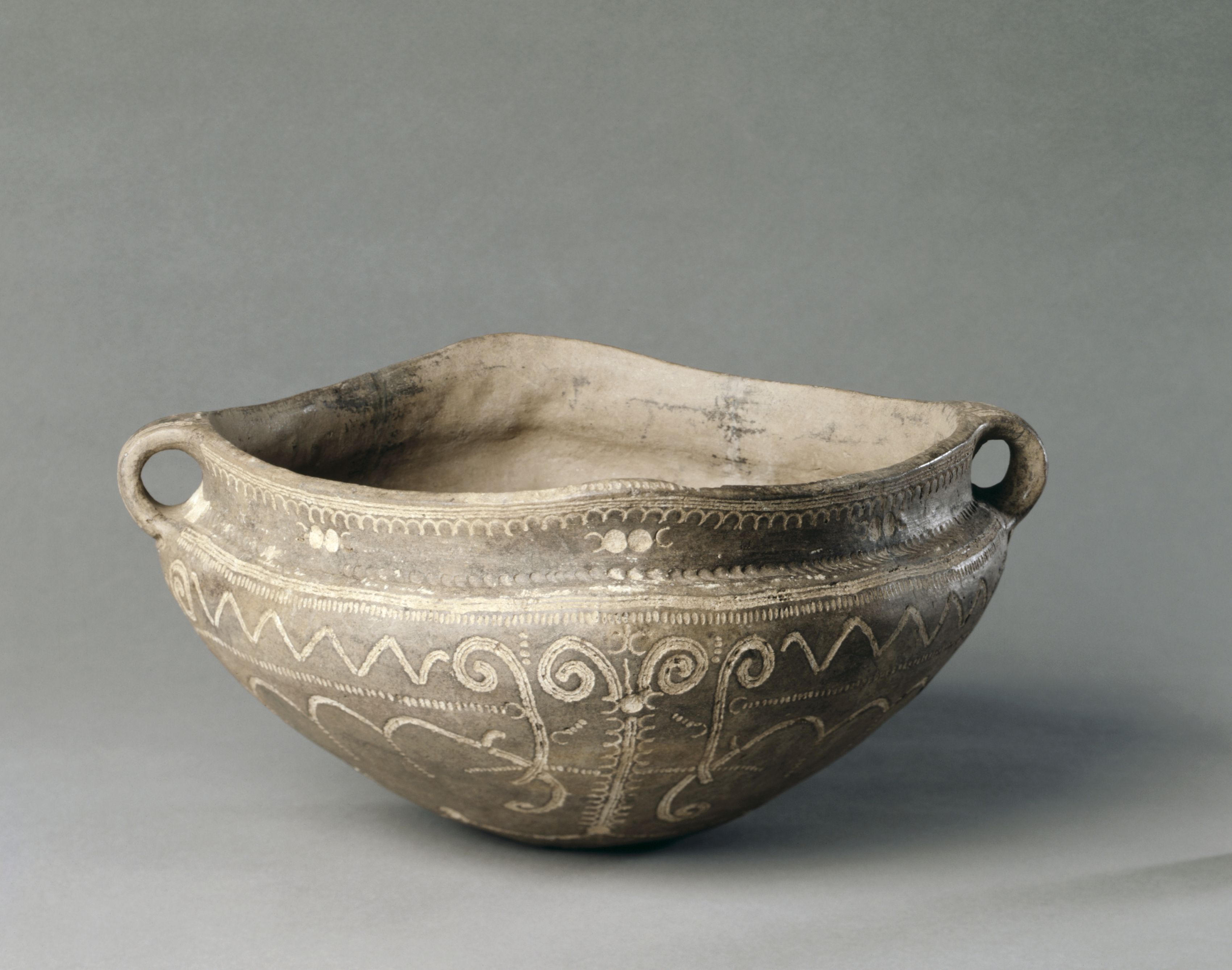
Gran bol romanès de l'Edat del Bronze Mitjà; c. 1550 a. C.; pisa brunyida; total: 15,5×31,3 cm; Museu d'Art de Cleveland. (EUA)

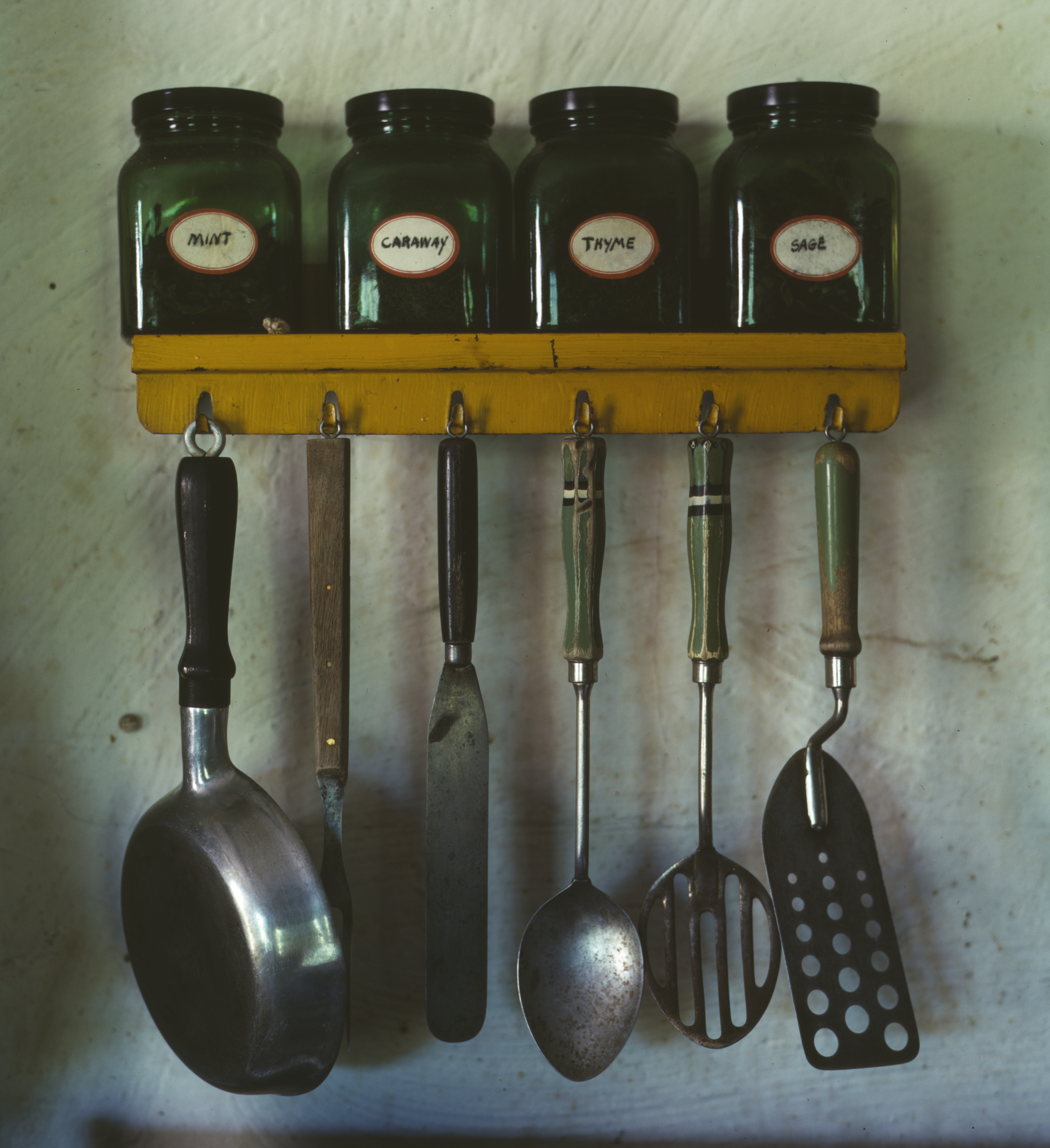
Pots de menta, comí, farigola i sàlvia en un prestatge sota el qual pengen una paella, una forquilla, una espàtula i diverses culleres, en una imatge d'entre el 1941 i el 1945 als EUA.

### Prehistòria
Diverses excavacions arqueològiques permeten confirmar que l'Homo sapiens porta uns tres milions d'anys (començaments de l'Edat de Pedra) utilitzant utensilis de cuina. Essencialment morters i panotxes, i elements de pedra, argila, fusta i os.
Amb l'inici de l'Edat de Bronze, al voltant de l'any 3600 a. C., les llars més riques de l'Orient Mitjà i les regions mediterrànies van abandonar els utensilis de pedra i fusta a favor dels de bronze i coure. Els registres arqueològics indiquen que durant l'Edat de Ferro es van desenvolupar formes més sofisticades de metal·lúrgia que van produir eines més útils per a la preparació d'aliments.

### Edat antiga
En la ceràmica de l'antiga Grècia, s'utilitzaven petits bols i tasses en forma de bol. Els phiales s'usaven per a libacions i incloïen una petita esquerda al centre per poder subjectar el bol amb el dit, encara que una font indica que s'usaven per dur perfum en lloc de vi. Alguns exemples mediterranis de l'Edat del Bronze manifesten una decoració elaborada i un disseny sofisticat. Per exemple, el disseny del vas amb bec va aparèixer en el jaciment de la Minoica de Phaistos. Al quart mil·lenni aC, hi ha proves que la cultura Uruk de l'antiga Mesopotàmia va produir en massa bols de vora bisellats de grandàries estandarditzades. A més, a la ceràmica de la Xina, hi ha molts bols i altres atuells elaboradament pintats que daten del Neolític. El bol més antic trobat té 18.000 anys d'antiguitat.
Cap al segle viii aC, amb l'inici de l'Imperi Romà, els romans van popularitzar una sèrie d'utensilis de cuina, com ganxos per a carn, picadores de carn, espàtules, coladors i cassons, sovint de ferro, així com olles i calderes de bronze i terracota.
El bol és un dels untesilis més antics registrats. S'han trobat bols molt antics a la Xina, Antiga Grècia, Creta i en certes cultures del nord del continent americà.

### Edat mitjana
Durant l'edat mitjana, es van desenvolupar una sèrie d'innovacions quant a utensilis de cuina. Les culleres còncaves esdevingueren populars, de la mateixa manera que les paelles, els molinets de pebre, les pinces i els malls. La cuina medieval també comptava amb balances, forquilles per rostir, rodets i fins i tot ratlladors de formatge.
Els estris de cuina habituals en una casa rural mallorquina de finals de l'edat mitjana i principis de l'edat moderna eren coltells, ganivets, morters de fusta, marbre o coure; caldera de coure, cassola, perol, olla de terrissa i olla cusconera, plats i coberts de fusta, tallador, palanganes i salers de fang.

### Edat moderna
Amb l'inici de l'Edat Moderna es comença a veure una especialització encara més gran amb eines com descoradors de pomes i llevataps. Més tard, amb la proliferació de les conserves, Ezra Warner va idear l'obrellaunes el 1858 pels soldats americans.

### Edat contemporània
El segle xix, sobretot als Estats Units, va ser testimoni d'una espectacular expansió del nombre d'estris de cuina disponibles al mercat, com els peladors de patates i els motlles de gelatina. Es van començar a veure signes d'insatisfacció amb els utensilis de coure, que reaccionaven amb els aliments àcids i altres metalls van guanyar popularitat. A principis del segle xx, els utensilis de cuina es fabricaven habitualment amb ferro i acer (estanyat o esmaltat), níquel, plata, estany i alumini.

## Exemples
Els estris de cuina inclouen una àmplia gamma d'objectes. Alguns dels utensilis de cuina més habituals són:
- Pelador
- Colador
- wok
- Coberteria
- Vaixella
- Servei de taula